# Посольство Словенії в Україні
Посольство Словенії в Києві — офіційне дипломатичне представництво Словенії в Україні, відповідає за підтримання та розвиток відносин між Словенією та Україною. Посольство Словенії в Києві також акредитоване в Грузії, Молдові та Вірменії.

## Історія посольства
11 грудня 1991 року Скупщина Словенії визнала державну незалежність України. Того ж дня Україна однією з перших європейських країн визнала державну незалежність Республіки Словенії. 10 березня 1992 року між Україною та Словенією було підписано Угоду про встановлення дипломатичних відносин.
Словенської дипломатичної місії або консульства не було впроваджено в Україні до квітня 2004 року. Всі обов'язки брало на себе Посольство Словенії в Будапешті. Посольство Словенії в Києві було засновано в квітні 2004 року, перших постійний посол Словенії в Україні, пан Прімож Шеліго, вручив свої Листи Акредитації у вересні 2004. Його попередниками в Будапешті були пан Ференц Хайош, пані Іда Мочівнік та пан Андрей Геренчер.
Посольство тимчасово призупиняло діяльність навесні 2022 року під час повномасштабного вторгнення військ РФ до України, 14 червня посольство відновило роботу.

## Структура посольства
- тимчасово повірений у справах
- міністр-радник,
- перший секретар,
- другий секретар,
- адміністративний аташе,
- економічний радник.

## Посли Словенії в Україні
1. Ференц Хайош (Hajós Ferenc) (1992—1998), посол з резиденцією в Будапешті
2. Іда Мочівнік (Ida Močivnik) (1998—2002), посол
3. Андрей Геренчер (Andrej Gerenčer) (2002—2006), посол
4. Прімож Шеліго (Primož Šeligo) (2006 — 2010) — посол з резиденцією в Києві
5. Наташа Прах (Nataša Prah) (2010 — 2014) — тимчасовий повірений
6. Наташа Прах (Nataša Prah) (2014—2018) — посол[3]
7. Матея Крачун (Mateja Kračun) (2018—2019) — тимчасовий повірений
8. Томаж Менцін (Tomaž Mencin) (2019—2023)[4].
9. Матея Превольшек (Mateja Prevolšek) (з 2023)

## Почесне консульство Республіки Словенія в Одесі
65098, Україна, м. Одеса, вул. Партизанська, 17

Почесний консул — пан Бурда Владислав Борисович